# Хімік (Дрогобич)
«Хімік» - українська радянська футбольна команда з міста Дрогобича. Існувала на рубежі 1970-1980-х років. Брала участь у чемпіонатах Львівської області та УРСР серед колективів фізичної культури (кфк). По завершенні сезону 1982 р. команду взяв на баланс Експериментально-механічний завод спеціального обладнання, тому вона змінила назву на «Авангард».

## Досягнення
Бронзовий призер першості УРСР серед кфк (аматорів) сезону 1979 року. 
5-е місце у фінальному турнірі першості УРСР серед кфк сезону 1980 року. 
2-е місце у зоні 2 першості УРСР серед кфк сезону 1981 року.
Чемпіон Львівської області з футболу сезонів 1980 і 1981 років.

## Чемпіонат УРСР серед КФК 1979 року
2-а зона
| №   | Команда                     | І  | В  | Н | П  | М     | О  |
| 1.  | "Хімік" Дрогобич            | 20 | 14 | 4 | 2  | 34:14 | 32 |
| 2.  | «Нива» Підгайці             | 20 | 13 | 4 | 3  | 41:17 | 30 |
| 3.  | "Інтеграл" Вінниця          | 20 | 11 | 3 | 6  | 33:17 | 25 |
| 4.  | "Случ" Березне              | 20 | 10 | 5 | 5  | 31:20 | 25 |
| 5.  | «Нафтовик» Долина           | 20 | 10 | 3 | 7  | 37:36 | 23 |
| 6.  | "Рефрижератор" Фастів       | 20 | 9  | 2 | 9  | 16:20 | 20 |
| 7.  | ЛВВПУ Львів                 | 20 | 8  | 4 | 8  | 24:17 | 20 |
| 8.  | "Електровимірювач" Житомир  | 20 | 6  | 3 | 11 | 28:36 | 15 |
| 9.  | "Сірет" Сторожинець         | 20 | 4  | 3 | 13 | 16:25 | 11 |
| 10. | "Карпати" Кути              | 20 | 3  | 4 | 13 | 11:38 | 10 |
| 11. | "Металург" Старокостянтинів | 20 | 2  | 5 | 13 | 14:45 | 9  |

Фінальний турнір
"Хімік" - "Енергія" - 1:0 (Борщенко)
"Хімік" - "Колос" - 0:0
"Хімік" - "Радист" - 1:3 (Спориняк)
"Хімік" - "Шахтар" - 1:1 (Міраї)
"Хімік" - "Карпати" - 3:2 (Борщенко)
| №  | Команда                  | І | В | Н | П | М    | О |
| 1. | «Шахтар» (Стаханов)      | 5 | 2 | 3 | 0 | 8:5  | 7 |
| 2. | «Енергія» (Нова Каховка) | 5 | 2 | 2 | 1 | 10:7 | 6 |
| 3. | "Хімік" Дрогобич         | 5 | 2 | 2 | 1 | 6:6  | 6 |
| 4. | «Колос» (Павлоград)      | 5 | 1 | 2 | 2 | 3:4  | 4 |
| 5. | "Радист" Кіровоград      | 5 | 1 | 2 | 2 | 4:7  | 4 |
| 6. | "Карпати" Буштино        | 5 | 1 | 1 | 3 | 9:11 | 3 |

Фінальний турнір проходив у Стаханові. Склад команди: О. Кучинський (капітан), Я. Дурибаба, В. Сорока, І. Пилипів, В. Спориняк, І. Білецький, І. Артимович, В. Глуханик, Ю. Міраї, В. Берездецький, В. Трусевич, М. Хрунь, Є. Козар, Б. Риб'як, О. Борщенко, Є. Михайлюк, В. Васьків. Тренер Є. З. Камінський.
Кращий бомбардир турніру О. Борщенко, кращий півзахисник турніру Ю. Міраї.

## Чемпіонат УРСР серед кфк 1980 року
2-а зона
| №   | Команда                    | І  | В  | Н | П  | М     | О  |
| 1.  | "Хімік" Дрогобич           | 22 | 15 | 3 | 4  | 41-18 | 33 |
| 2.  | "Зоря" Хоростків           | 22 | 13 | 6 | 3  | 48-20 | 32 |
| 3.  | "Урожай" Кольчино          | 22 | 11 | 6 | 5  | 38-25 | 28 |
| 4.  | «Нафтовик» Долина          | 22 | 11 | 5 | 6  | 28-22 | 27 |
| 5.  | "Случ" Березне             | 22 | 10 | 5 | 7  | 32-26 | 25 |
| 6.  | "Схід" Київ                | 22 | 7  | 8 | 7  | 23-19 | 22 |
| 7.  | "Сільмаш" Ковель           | 22 | 8  | 5 | 9  | 19-33 | 21 |
| 8.  | "Рефрижератор" Фастів      | 22 | 6  | 8 | 8  | 18-11 | 20 |
| 9.  | "Сокіл" Львів              | 22 | 7  | 5 | 10 | 23-23 | 19 |
| 10. | "Електорон" Ів.-Франківськ | 22 | 5  | 9 | 8  | 22-27 | 19 |
| 11. | "Шкіряник" Бердичів        | 22 | 3  | 5 | 14 | 10-28 | 11 |
| 12. | ДОК Чернівці               | 22 | 2  | 3 | 17 | 13-53 | 7  |

Фінальний турнір
"Хімік" - "Енергія" - 0:3
"Хімік" - "Нива" - 0:3
"Хімік" - "Фрегат" - 2:0 (Міраї, Борщенко)
"Хімік" - "Колос" - 2:3 (Борщенко - 2)
"Хімік" - "Кіровець" - 0:2
| №  | Команда                  | І | В | Н | П | М    | О |
| 1. | «Колос» (Павлоград)      | 5 | 3 | 2 | 0 | 6:3  | 8 |
| 2. | «Нива» Підгайці          | 5 | 3 | 1 | 1 | 10:3 | 7 |
| 3. | «Енергія» (Нова Каховка) | 5 | 3 | 1 | 1 | 9:5  | 7 |
| 4. | «Кіровець» Макіївка      | 5 | 3 | 0 | 2 | 7:2  | 6 |
| 5. | «Хімік» Дрогобич         | 5 | 1 | 0 | 4 | 4:11 | 2 |
| 6. | «Фрегат» Первомайськ     | 5 | 0 | 0 | 5 | 3:15 | 0 |

Фінальний турнір проходив у Павлограді. Склад команди: О. Кучинський (капітан), М. Луців, Я. Дурибаба, В. Спориняк, Т. Гірший, Я. Коник, П. Галушка, Ю. Мінько, В. Кучмій, Р. Гірник, С. Кушнір, С. Данилюк, В. Глуханик, Ю. Міраї, В. Берездецький, В. Трусевич, М. Хрунь, Б. Риб'як, О. Борщенко. Тренер Є. З. Камінський.
Кращий бомбардир турніру О. Борщенко,

## Чемпіонат УРСР серед кфк 1981 року
2-а зона
| №   | Команда                      | І  | В  | Н | П  | М     | О  |
| 1.  | "Зоря" Хоростків             | 22 | 16 | 5 | 1  | 60-20 | 37 |
| 2.  | "Хімік" Дрогобич             | 22 | 12 | 6 | 4  | 41-19 | 30 |
| 3.  | "Сільмаш" Ковель             | 22 | 12 | 6 | 4  | 28-10 | 30 |
| 4.  | «Хімік» Калуш                | 22 | 10 | 4 | 8  | 24-29 | 24 |
| 5.  | "Кооператор" Хуст            | 22 | 9  | 5 | 8  | 35-39 | 23 |
| 6.  | к-да м. Гайсин               | 22 | 9  | 5 | 8  | 23-27 | 23 |
| 7.  | "Зоря" Велика Керниця        | 22 | 8  | 5 | 9  | 31-29 | 21 |
| 8.  | "Карпати" Буштина            | 22 | 7  | 6 | 9  | 40-39 | 20 |
| 9.  | "Електровимірювач" Житомир   | 22 | 7  | 3 | 12 | 20-30 | 17 |
| 10. | "Комбайнобудівник" Тернопіль | 22 | 7  | 3 | 12 | 30-39 | 17 |
| 11. | "Маяк" Сарни                 | 22 | 5  | 2 | 15 | 15-40 | 12 |
| 12. | "Карпати" Кути               | 22 | 3  | 4 | 15 | 18-44 | 10 |

## Загальна статистика

### Чемпіонат і кубок Львівської області
1979 р. – зіграно 28 матчів; здобуто 16 перемог, 3 нічиї та 9 поразок, різниця забитих і пропущених м'ячів - 57:34.
1980 р. – 26; +17=5-4, 63:24 (без різниці забитих і пропущених м’ячів у півфіналі розіграшу кубка області)
1981 р. – 26; +19=5-2, 66:18
1982 р. – 26; +9=6-11, 31:43
Загалом за 1979-1982 рр. – 106, +61=19-26, 217:119 (без різниці забитих і пропущених м’ячів у півфіналі розіграшу кубка області 1980 р.)

### Чемпіонат УРСР серед аматорів
1979 р. – 25, +16=6-3, 40:20
1980 р. – 27, +16=3-8, 45:29
1981 р. – 22, +12=6-4, 41:19
Загалом за 1979-1981 рр. – 74, +44=15-15, 126:68

### Загалом у всіх турнірах
1979-1982 рр. – 180, +105=34-41, 343:187 (без різниці забитих і пропущених м’ячів у півфіналі розіграшу кубка області 1980 р.)

## Тренер
Євген Зеновійович Камінський
Ігор Пилипів

## Найвідоміші гравці
- Ігор Артимович
- Василь Берездецький
- Олексій Борщенко
- Роман Гірник
- Ігор Гіщак

- Карл-Степан Данилюк
- Олексій Кучинський
- Михайло Луців
- Євген Михайлюк
- Юрій Мінько
- Юрій Міраї
- Олександр Мулиндін
- Анатолій Петрик
- Сергій Райко
- Богдан Риб'як
- Володимир Спориняк